# Йохан Ларссон
Юган Ларссон (Johan Larsson) — перший басист шведського мелодік-дез метал гурту In Flames. Він був учасником гурту з 1993 по 1997 рік, після чого покинув його з невідомих причин. Йохан був також першим басистом гурту HammerFall, але залишив його до того, як вийшов перший студійний альбом гурту.